# Eleições legislativas portuguesas de 2022 no distrito de Coimbra
| Eleições legislativas portuguesas de 2022 Distritos: Aveiro \| Beja \| Braga \| Bragança \| Castelo Branco \| Coimbra \| Évora \| Faro \| Guarda \| Leiria \| Lisboa \| Portalegre \| Porto \| Santarém \| Setúbal \| Viana do Castelo \| Vila Real \| Viseu \| Açores \| Madeira \| Estrangeiro |

## Resultados por concelho
Os resultados nos concelhos do Distrito de Coimbra foram os seguintes:

### Arganil
| Partido                 | Partido                        | Votos | %               | +/-  |
| ----------------------- | ------------------------------ | ----- | --------------- | ---- |
|                         | Partido Socialista             | 2 752 | 49,09 / 100,00  | 6,46 |
|                         | Partido Social Democrata       | 1 770 | 31,57 / 100,00  | 0,56 |
|                         | CHEGA                          | 306   | 5,46 / 100,00   | 4,97 |
|                         | Bloco de Esquerda              | 182   | 3,25 / 100,00   | 4,46 |
|                         | Iniciativa Liberal             | 113   | 2,02 / 100,00   | 1,46 |
|                         | Coligação Democrática Unitária | 99    | 1,77 / 100,00   | 1,21 |
|                         | CDS – Partido Popular          | 67    | 1,20 / 100,00   | 1,50 |
|                         | Pessoas–Animais–Natureza       | 59    | 1,05 / 100,00   | 1,34 |
|                         | Outros (com menos de 1,00%)    | 100   | 1,79 / 100,00   |      |
| Votos Inválidos         | Votos Inválidos                | 158   | 2,82 / 100,00   | 2,47 |
| Total                   | Total                          | 5 606 | 100,00 / 100,00 |      |
| Eleitorado/Participação | Eleitorado/Participação        | 9 973 | 56,21 / 100,00  | 0,16 |

| Freguesia                   | %     | %     | %    | %    | %    | %    | %    | %    | Votantes |
| Freguesia                   | PS    | PSD   | CH   | BE   | IL   | CDU  | CDS  | PAN  | Votantes |
| --------------------------- | ----- | ----- | ---- | ---- | ---- | ---- | ---- | ---- | -------- |
| Freguesia                   |       |       |      |      |      |      |      |      | Votantes |
| Arganil                     | 45,10 | 32,15 | 6,59 | 4,43 | 2,82 | 1,88 | 1,16 | 1,72 | 1 807    |
| Benfeita                    | 45,95 | 40,00 | 3,24 | 1,08 | 1,62 | 0    | 2,16 | 0    | 185      |
| Celavisa                    | 44,55 | 32,67 | 4,95 | 2,97 | 2,97 | 0    | 0,99 | 1,98 | 101      |
| Cepos e Teixeira            | 48,33 | 34,17 | 6,67 | 2,50 | 0    | 1,67 | 0,83 | 0,83 | 120      |
| Cerdeira e Moura da Serra   | 47,95 | 41,55 | 2,28 | 1,37 | 1,83 | 0,46 | 0,91 | 0    | 219      |
| Coja e Barril de Alva       | 60,65 | 21,99 | 5,32 | 2,78 | 1,27 | 1,50 | 1,16 | 1,27 | 864      |
| Folques                     | 65,82 | 17,35 | 4,59 | 1,53 | 2,04 | 1,53 | 1,02 | 0    | 196      |
| Piódão                      | 47,06 | 33,82 | 8,82 | 1,47 | 5,88 | 0    | 0    | 1,47 | 68       |
| Pomares                     | 60,39 | 21,74 | 5,80 | 1,45 | 0,97 | 4,83 | 0,97 | 0    | 207      |
| Pombeiro da Beira           | 46,78 | 37,71 | 3,10 | 1,91 | 0,95 | 2,15 | 1,19 | 0,95 | 419      |
| São Martinho da Cortiça     | 37,93 | 43,62 | 5,34 | 3,97 | 2,59 | 0,52 | 1,21 | 0,52 | 580      |
| Sarzedo                     | 33,33 | 43,39 | 6,03 | 4,31 | 2,30 | 0,86 | 2,30 | 0,57 | 348      |
| Secarias                    | 54,55 | 22,49 | 8,61 | 3,83 | 1,91 | 4,78 | 0,48 | 0    | 209      |
| Vila Cova de Alva e Anceriz | 66,43 | 17,31 | 2,47 | 2,12 | 0    | 3,89 | 1,06 | 1,41 | 283      |
| Arganil                     | 49,09 | 31,57 | 5,46 | 3,25 | 2,02 | 1,77 | 1,20 | 1,05 | 5 606    |

### Cantanhede
| Partido                 | Partido                        | Votos  | %               | +/-  |
| ----------------------- | ------------------------------ | ------ | --------------- | ---- |
|                         | Partido Social Democrata       | 6 780  | 38,02 / 100,00  | 0,30 |
|                         | Partido Socialista             | 6 624  | 37,14 / 100,00  | 4,28 |
|                         | CHEGA                          | 1 503  | 8,43 / 100,00   | 7,62 |
|                         | Bloco de Esquerda              | 723    | 4,05 / 100,00   | 4,50 |
|                         | Iniciativa Liberal             | 604    | 3,39 / 100,00   | 2,62 |
|                         | CDS – Partido Popular          | 312    | 1,75 / 100,00   | 2,47 |
|                         | Coligação Democrática Unitária | 263    | 1,47 / 100,00   | 1,42 |
|                         | Outros (com menos de 1,00%)    | 487    | 2,72 / 100,00   |      |
| Votos Inválidos         | Votos Inválidos                | 537    | 3,01 / 100,00   | 2,77 |
| Total                   | Total                          | 17 833 | 100,00 / 100,00 |      |
| Eleitorado/Participação | Eleitorado/Participação        | 34 459 | 51,75 / 100,00  | 3,96 |

| Freguesia                    | %     | %     | %     | %    | %    | %    | %    | Votantes |
| Freguesia                    | PSD   | PS    | CH    | BE   | IL   | CDS  | CDU  | Votantes |
| ---------------------------- | ----- | ----- | ----- | ---- | ---- | ---- | ---- | -------- |
| Freguesia                    |       |       |       |      |      |      |      | Votantes |
| Ançã                         | 23,31 | 51,88 | 5,35  | 5,10 | 3,01 | 1,92 | 4,09 | 1 197    |
| Cadima                       | 38,15 | 36,46 | 11,21 | 3,74 | 2,40 | 1,97 | 1,06 | 1 418    |
| Cantanhede e Pocariça        | 34,12 | 37,19 | 7,59  | 6,12 | 5,28 | 1,42 | 1,91 | 4 507    |
| Cordinhã                     | 29,21 | 50,94 | 7,12  | 4,12 | 3,56 | 1,69 | 0,75 | 534      |
| Covões e Camarneira          | 57,34 | 23,50 | 7,51  | 2,21 | 2,14 | 1,93 | 0,41 | 1 451    |
| Febres                       | 42,76 | 34,90 | 7,60  | 2,90 | 3,28 | 2,51 | 0,64 | 1 553    |
| Murtede                      | 38,86 | 44,54 | 4,78  | 1,94 | 0,45 | 1,05 | 1,79 | 669      |
| Ourentã                      | 40,37 | 39,36 | 6,93  | 2,53 | 2,53 | 1,52 | 1,01 | 592      |
| Portunhos e Outil            | 27,76 | 47,32 | 7,50  | 4,76 | 3,24 | 0,81 | 2,33 | 987      |
| Sanguinheira                 | 40,41 | 32,90 | 9,86  | 4,29 | 2,89 | 2,04 | 0,75 | 933      |
| São Caetano                  | 52,45 | 24,95 | 7,89  | 2,56 | 2,56 | 2,35 | 0,85 | 469      |
| Sepins e Bolho               | 40,04 | 36,32 | 6,67  | 2,63 | 3,72 | 1,53 | 1,31 | 914      |
| Tocha                        | 34,86 | 36,13 | 14,56 | 3,59 | 2,54 | 2,04 | 1,43 | 1 813    |
| Vilamar e Corticeiro de Cima | 47,24 | 30,90 | 9,05  | 2,26 | 3,27 | 2,01 | 0,38 | 796      |
| Cantanhede                   | 38,02 | 37,14 | 8,43  | 4,05 | 3,39 | 1,75 | 1,47 | 17 833   |

### Coimbra
| Partido                 | Partido                        | Votos   | %               | +/-  |
| ----------------------- | ------------------------------ | ------- | --------------- | ---- |
|                         | Partido Socialista             | 33 851  | 44,06 / 100,00  | 7,11 |
|                         | Partido Social Democrata       | 21 494  | 27,97 / 100,00  | 3,22 |
|                         | Bloco de Esquerda              | 4 875   | 6,34 / 100,00   | 6,49 |
|                         | Iniciativa Liberal             | 3 663   | 4,77 / 100,00   | 3,62 |
|                         | Coligação Democrática Unitária | 3 659   | 4,76 / 100,00   | 2,90 |
|                         | CHEGA                          | 3 619   | 4,71 / 100,00   | 3,90 |
|                         | CDS – Partido Popular          | 1 187   | 1,54 / 100,00   | 2,44 |
|                         | LIVRE                          | 1 071   | 1,39 / 100,00   | 0,18 |
|                         | Pessoas–Animais–Natureza       | 1 056   | 1,37 / 100,00   | 1,50 |
|                         | Outros (com menos de 1,00%)    | 775     | 1,01 / 100,00   |      |
| Votos Inválidos         | Votos Inválidos                | 1 587   | 2,07 / 100,00   | 2,37 |
| Total                   | Total                          | 76 837  | 100,00 / 100,00 |      |
| Eleitorado/Participação | Eleitorado/Participação        | 126 093 | 60,94 / 100,00  | 3,60 |

| Freguesia                                      | %     | %     | %    | %    | %    | %     | %    | %    | %    | Votantes |
| Freguesia                                      | PS    | PSD   | BE   | IL   | CDU  | CH    | CDS  | L    | PAN  | Votantes |
| ---------------------------------------------- | ----- | ----- | ---- | ---- | ---- | ----- | ---- | ---- | ---- | -------- |
| Freguesia                                      |       |       |      |      |      |       |      |      |      | Votantes |
| Almalaguês                                     | 56,03 | 21,27 | 4,39 | 2,60 | 4,02 | 5,81  | 0,93 | 0,87 | 0,43 | 1 617    |
| Antuzede e Vil de Matos                        | 55,53 | 19,35 | 4,17 | 2,78 | 4,44 | 6,63  | 1,19 | 0,99 | 0,93 | 1 509    |
| Assafarge e Antanhol                           | 42,20 | 28,32 | 6,00 | 5,73 | 4,51 | 6,04  | 1,09 | 1,19 | 1,76 | 2 948    |
| Brasfemes                                      | 50,83 | 20,28 | 5,44 | 4,83 | 6,94 | 5,27  | 0,97 | 0,79 | 1,58 | 1 139    |
| Ceira                                          | 52,66 | 22,19 | 4,91 | 2,72 | 5,33 | 6,21  | 0,89 | 1,01 | 0,71 | 1 690    |
| Cernache                                       | 45,43 | 25,00 | 5,40 | 3,88 | 4,49 | 6,71  | 1,96 | 1,31 | 1,66 | 2 296    |
| Eiras e São Paulo de Frades                    | 47,76 | 24,29 | 6,70 | 3,89 | 4,95 | 4,99  | 1,27 | 1,06 | 1,77 | 9 059    |
| Santa Clara e Castelo Viegas                   | 42,18 | 28,64 | 7,12 | 5,57 | 4,37 | 4,20  | 1,71 | 1,37 | 1,62 | 6 361    |
| Santo António dos Olivais                      | 36,00 | 35,13 | 6,85 | 6,40 | 4,70 | 3,22  | 1,89 | 1,99 | 1,41 | 23 567   |
| São João do Campo                              | 63,72 | 11,75 | 3,22 | 2,70 | 7,48 | 6,55  | 0,73 | 0,52 | 0,31 | 962      |
| São Martinho de Árvore e Lamarosa              | 50,35 | 20,74 | 4,85 | 2,08 | 3,88 | 10,61 | 1,60 | 0,62 | 1,32 | 1 442    |
| São Martinho do Bispo e Ribeira de Frades      | 47,81 | 25,38 | 6,44 | 4,13 | 4,58 | 4,90  | 1,21 | 1,21 | 1,33 | 8 120    |
| São Silvestre                                  | 51,03 | 20,16 | 5,90 | 3,36 | 4,66 | 8,50  | 1,03 | 0,75 | 1,03 | 1 458    |
| Sé Nova, Santa Cruz, Almedina e São Bartolomeu | 38,05 | 31,74 | 8,15 | 4,85 | 4,88 | 3,82  | 2,33 | 1,75 | 1,38 | 6 909    |
| Souselas e Botão                               | 51,74 | 23,03 | 4,73 | 3,09 | 4,25 | 6,32  | 0,95 | 0,77 | 1,33 | 2 327    |
| Taveiro, Ameal e Arzila                        | 57,45 | 17,21 | 4,67 | 2,98 | 5,69 | 5,69  | 1,47 | 0,67 | 0,89 | 2 249    |
| Torres do Mondego                              | 57,72 | 18,82 | 4,30 | 2,19 | 6,75 | 4,47  | 1,01 | 0,68 | 0,68 | 1 185    |
| Trouxemil e Torre de Vilela                    | 54,13 | 21,86 | 4,10 | 3,25 | 3,80 | 6,05  | 0,55 | 0,65 | 1,00 | 1 999    |
| Coimbra                                        | 44,06 | 27,97 | 6,34 | 4,77 | 4,76 | 4,71  | 1,54 | 1,39 | 1,37 | 76 837   |

### Condeixa-a-Nova
| Partido                 | Partido                        | Votos  | %               | +/-  |
| ----------------------- | ------------------------------ | ------ | --------------- | ---- |
|                         | Partido Socialista             | 4 125  | 46,69 / 100,00  | 8,16 |
|                         | Partido Social Democrata       | 2 236  | 25,31 / 100,00  | 3,94 |
|                         | CHEGA                          | 643    | 7,28 / 100,00   | 5,70 |
|                         | Bloco de Esquerda              | 514    | 5,82 / 100,00   | 9,62 |
|                         | Iniciativa Liberal             | 326    | 3,69 / 100,00   | 2,57 |
|                         | Coligação Democrática Unitária | 309    | 3,50 / 100,00   | 2,55 |
|                         | Pessoas–Animais–Natureza       | 127    | 1,44 / 100,00   | 1,20 |
|                         | CDS – Partido Popular          | 99     | 1,12 / 100,00   | 1,64 |
|                         | LIVRE                          | 94     | 1,06 / 100,00   | 0,06 |
|                         | Outros (com menos de 1,00%)    | 109    | 1,23 / 100,00   |      |
| Votos Inválidos         | Votos Inválidos                | 252    | 2,86 / 100,00   | 3,38 |
| Total                   | Total                          | 8 834  | 100,00 / 100,00 |      |
| Eleitorado/Participação | Eleitorado/Participação        | 14 407 | 61,32 / 100,00  | 4,85 |

| Freguesia                          | %     | %     | %     | %    | %    | %    | %    | %    | %    | Votantes |
| Freguesia                          | PS    | PSD   | CH    | BE   | IL   | CDU  | PAN  | CDS  | L    | Votantes |
| ---------------------------------- | ----- | ----- | ----- | ---- | ---- | ---- | ---- | ---- | ---- | -------- |
| Freguesia                          |       |       |       |      |      |      |      |      |      | Votantes |
| Anobra                             | 61,25 | 13,68 | 6,99  | 4,56 | 2,74 | 4,26 | 1,37 | 0,61 | 0,61 | 658      |
| Condeixa-a-Velha e Condeixa-a-Nova | 43,20 | 26,56 | 7,10  | 6,79 | 4,52 | 3,54 | 1,71 | 1,38 | 1,24 | 4 269    |
| Ega                                | 47,55 | 27,21 | 7,58  | 5,24 | 2,34 | 2,91 | 0,64 | 0,85 | 0,92 | 1 411    |
| Furadouro                          | 48,00 | 23,00 | 13,00 | 4,00 | 3,00 | 2,00 | 2,00 | 0    | 1,00 | 100      |
| Sebal e Belide                     | 48,22 | 25,05 | 7,06  | 4,65 | 3,86 | 3,20 | 1,51 | 1,15 | 0,97 | 1 657    |
| Vila Seca e Bem da Fé              | 49,44 | 26,21 | 5,58  | 5,76 | 1,67 | 5,20 | 0,93 | 0,93 | 0,93 | 538      |
| Zambujal                           | 46,77 | 24,38 | 13,43 | 3,98 | 2,99 | 2,99 | 1,99 | 0    | 1,00 | 201      |
| Condeixa-a-Nova                    | 46,69 | 25,31 | 7,28  | 5,82 | 3,69 | 3,50 | 1,44 | 1,12 | 1,06 | 8 834    |

### Figueira da Foz
| Partido                 | Partido                        | Votos  | %               | +/-  |
| ----------------------- | ------------------------------ | ------ | --------------- | ---- |
|                         | Partido Socialista             | 13 713 | 45,17 / 100,00  | 6,41 |
|                         | Partido Social Democrata       | 8 089  | 26,64 / 100,00  | 3,84 |
|                         | CHEGA                          | 2 230  | 7,34 / 100,00   | 6,36 |
|                         | Bloco de Esquerda              | 1 645  | 5,42 / 100,00   | 7,35 |
|                         | Coligação Democrática Unitária | 1 153  | 3,80 / 100,00   | 2,40 |
|                         | Iniciativa Liberal             | 1 095  | 3,61 / 100,00   | 2,86 |
|                         | Pessoas–Animais–Natureza       | 462    | 1,52 / 100,00   | 1,48 |
|                         | CDS – Partido Popular          | 351    | 1,16 / 100,00   | 1,68 |
|                         | LIVRE                          | 320    | 1,05 / 100,00   | 0,06 |
|                         | Outros (com menos de 1,00%)    | 436    | 1,44 / 100,00   |      |
| Votos Inválidos         | Votos Inválidos                | 867    | 2,85 / 100,00   | 2,60 |
| Total                   | Total                          | 30 361 | 100,00 / 100,00 |      |
| Eleitorado/Participação | Eleitorado/Participação        | 54 674 | 55,53 / 100,00  | 5,12 |

| Freguesia            | %     | %     | %     | %    | %    | %    | %    | %    | %    | Votantes |
| Freguesia            | PS    | PSD   | CH    | BE   | CDU  | IL   | PAN  | CDS  | L    | Votantes |
| -------------------- | ----- | ----- | ----- | ---- | ---- | ---- | ---- | ---- | ---- | -------- |
| Freguesia            |       |       |       |      |      |      |      |      |      | Votantes |
| Alhadas              | 53,69 | 20,86 | 6,45  | 4,98 | 3,86 | 2,78 | 1,56 | 1,03 | 0,68 | 2 047    |
| Alqueidão            | 48,28 | 25,92 | 7,86  | 4,55 | 3,56 | 2,33 | 0,49 | 1,23 | 0,25 | 814      |
| Bom Sucesso          | 47,38 | 25,73 | 11,53 | 4,66 | 1,63 | 1,86 | 0,81 | 1,16 | 0,58 | 859      |
| Buarcos e São Julião | 41,37 | 29,90 | 6,47  | 5,85 | 4,16 | 4,35 | 2,00 | 1,21 | 1,26 | 9 630    |
| Ferreira-a-Nova      | 47,93 | 29,02 | 10,56 | 3,40 | 1,47 | 1,47 | 0,55 | 0,83 | 0,28 | 1 089    |
| Lavos                | 44,71 | 26,44 | 8,17  | 4,88 | 3,57 | 3,68 | 0,88 | 1,04 | 0,82 | 1 823    |
| Maiorca              | 54,59 | 19,69 | 8,39  | 4,47 | 3,76 | 2,67 | 0,94 | 1,25 | 0,94 | 1 275    |
| Marinha das Ondas    | 49,71 | 27,52 | 6,12  | 3,75 | 2,59 | 3,24 | 0,94 | 1,01 | 1,08 | 1 388    |
| Moinhos da Gândara   | 45,52 | 30,76 | 6,85  | 3,69 | 1,76 | 1,76 | 0,70 | 1,23 | 0,18 | 569      |
| Paião                | 43,01 | 33,36 | 5,48  | 5,27 | 1,99 | 2,95 | 1,51 | 1,85 | 0,68 | 1 460    |
| Quiaios              | 47,65 | 25,21 | 7,55  | 4,78 | 2,98 | 3,39 | 1,32 | 1,04 | 0,97 | 1 444    |
| São Pedro            | 50,45 | 21,08 | 9,60  | 5,66 | 3,53 | 1,72 | 0,82 | 1,15 | 1,23 | 1 219    |
| Tavarede             | 41,23 | 26,12 | 7,66  | 6,41 | 4,25 | 4,86 | 2,03 | 1,25 | 1,49 | 5 368    |
| Vila Verde           | 51,16 | 17,08 | 7,27  | 6,40 | 8,14 | 2,76 | 1,09 | 0,36 | 0,94 | 1 376    |
| Figueira da Foz      | 45,17 | 26,64 | 7,34  | 5,42 | 3,80 | 3,61 | 1,52 | 1,16 | 1,05 | 30 361   |

### Góis
| Partido                 | Partido                        | Votos | %               | +/-  |
| ----------------------- | ------------------------------ | ----- | --------------- | ---- |
|                         | Partido Socialista             | 983   | 46,85 / 100,00  | 2,78 |
|                         | Partido Social Democrata       | 747   | 35,61 / 100,00  | 5,90 |
|                         | Bloco de Esquerda              | 87    | 4,15 / 100,00   | 4,97 |
|                         | CHEGA                          | 75    | 3,57 / 100,00   | 2,57 |
|                         | Iniciativa Liberal             | 35    | 1,67 / 100,00   | 1,07 |
|                         | Coligação Democrática Unitária | 28    | 1,33 / 100,00   | 0,56 |
|                         | CDS – Partido Popular          | 25    | 1,19 / 100,00   | 1,00 |
|                         | Outros (com menos de 1,00%)    | 57    | 2,72 / 100,00   |      |
| Votos Inválidos         | Votos Inválidos                | 61    | 2,91 / 100,00   | 2,82 |
| Total                   | Total                          | 2 098 | 100,00 / 100,00 |      |
| Eleitorado/Participação | Eleitorado/Participação        | 3 418 | 61,38 / 100,00  | 3,74 |

| Freguesia          | %     | %     | %    | %    | %    | %    | %    | Votantes |
| Freguesia          | PS    | PSD   | BE   | CH   | IL   | CDU  | CDS  | Votantes |
| ------------------ | ----- | ----- | ---- | ---- | ---- | ---- | ---- | -------- |
| Freguesia          |       |       |      |      |      |      |      | Votantes |
| Alvares            | 45,26 | 40,53 | 0,79 | 4,47 | 0,79 | 1,58 | 2,89 | 380      |
| Cadafaz e Colmeal  | 50,32 | 34,84 | 2,58 | 0,65 | 0    | 1,29 | 1,94 | 155      |
| Góis               | 44,75 | 36,56 | 4,88 | 3,87 | 1,93 | 1,10 | 0,83 | 1 086    |
| Vila Nova do Ceira | 51,78 | 29,77 | 5,66 | 3,14 | 2,31 | 1,68 | 0,42 | 477      |
| Góis               | 46,85 | 35,61 | 4,15 | 3,57 | 1,67 | 1,33 | 1,19 | 2 098    |

### Lousã
| Partido                 | Partido                        | Votos  | %               | +/-  |
| ----------------------- | ------------------------------ | ------ | --------------- | ---- |
|                         | Partido Socialista             | 4 205  | 49,18 / 100,00  | 5,14 |
|                         | Partido Social Democrata       | 2 151  | 25,15 / 100,00  | 2,75 |
|                         | CHEGA                          | 535    | 6,26 / 100,00   | 5,37 |
|                         | Bloco de Esquerda              | 501    | 5,86 / 100,00   | 5,77 |
|                         | Iniciativa Liberal             | 270    | 3,16 / 100,00   | 2,32 |
|                         | Coligação Democrática Unitária | 198    | 2,32 / 100,00   | 1,72 |
|                         | Pessoas–Animais–Natureza       | 118    | 1,38 / 100,00   | 1,91 |
|                         | CDS – Partido Popular          | 100    | 1,17 / 100,00   | 1,63 |
|                         | Outros (com menos de 1,00%)    | 241    | 2,81 / 100,00   |      |
| Votos Inválidos         | Votos Inválidos                | 232    | 2,72 / 100,00   | 3,26 |
| Total                   | Total                          | 8 551  | 100,00 / 100,00 |      |
| Eleitorado/Participação | Eleitorado/Participação        | 15 222 | 56,18 / 100,00  | 2,14 |

| Freguesia                      | %     | %     | %    | %    | %    | %    | %    | %    | Votantes |
| Freguesia                      | PS    | PSD   | CH   | BE   | IL   | CDU  | PAN  | CDS  | Votantes |
| ------------------------------ | ----- | ----- | ---- | ---- | ---- | ---- | ---- | ---- | -------- |
| Freguesia                      |       |       |      |      |      |      |      |      | Votantes |
| Foz de Arouce e Casal de Ermio | 45,24 | 31,75 | 6,19 | 4,29 | 4,13 | 1,90 | 1,43 | 0,79 | 630      |
| Gândaras                       | 54,05 | 20,44 | 8,95 | 3,55 | 2,36 | 1,69 | 1,18 | 1,01 | 592      |
| Lousã e Vilarinho              | 48,50 | 25,59 | 6,45 | 6,39 | 3,32 | 2,57 | 1,51 | 1,14 | 6 499    |
| Serpins                        | 53,98 | 26,14 | 4,58 | 5,42 | 1,69 | 2,29 | 0,72 | 1,69 | 830      |
| Lousã                          | 49,18 | 25,74 | 6,42 | 5,94 | 3,16 | 2,43 | 1,40 | 1,16 | 8 551    |

### Mira
| Partido                 | Partido                     | Votos  | %               | +/-  |
| ----------------------- | --------------------------- | ------ | --------------- | ---- |
|                         | Partido Socialista          | 2 468  | 38,84 / 100,00  | 4,20 |
|                         | Partido Social Democrata    | 2 431  | 38,26 / 100,00  | 0,88 |
|                         | CHEGA                       | 503    | 7,92 / 100,00   | 7,14 |
|                         | Iniciativa Liberal          | 220    | 3,46 / 100,00   | 2,88 |
|                         | Bloco de Esquerda           | 215    | 3,38 / 100,00   | 4,50 |
|                         | CDS – Partido Popular       | 90     | 1,42 / 100,00   | 2,40 |
|                         | Pessoas–Animais–Natureza    | 69     | 1,09 / 100,00   | 1,71 |
|                         | Outros (com menos de 1,00%) | 171    | 2,68 / 100,00   |      |
| Votos Inválidos         | Votos Inválidos             | 187    | 2,95 / 100,00   | 2,90 |
| Total                   | Total                       | 6 354  | 100,00 / 100,00 |      |
| Eleitorado/Participação | Eleitorado/Participação     | 12 761 | 49,79 / 100,00  | 3,40 |

| Freguesia     | %     | %     | %    | %    | %    | %    | %    | Votantes |
| Freguesia     | PS    | PSD   | CH   | IL   | BE   | CDS  | PAN  | Votantes |
| ------------- | ----- | ----- | ---- | ---- | ---- | ---- | ---- | -------- |
| Freguesia     |       |       |      |      |      |      |      | Votantes |
| Carapelhos    | 25,93 | 54,76 | 6,35 | 3,70 | 2,38 | 1,85 | 0,26 | 378      |
| Mira          | 39,01 | 38,10 | 8,06 | 3,45 | 3,59 | 1,26 | 1,07 | 3 648    |
| Praia de Mira | 47,20 | 28,39 | 8,63 | 3,29 | 4,10 | 1,12 | 1,43 | 1 610    |
| Seixo         | 26,04 | 52,51 | 6,41 | 3,76 | 1,25 | 2,65 | 0,84 | 718      |
| Mira          | 38,84 | 38,26 | 7,92 | 3,46 | 3,38 | 1,42 | 1,09 | 6 354    |

### Miranda do Corvo
| Partido                 | Partido                        | Votos  | %               | +/-  |
| ----------------------- | ------------------------------ | ------ | --------------- | ---- |
|                         | Partido Socialista             | 3 391  | 54,11 / 100,00  | 6,53 |
|                         | Partido Social Democrata       | 1 593  | 25,42 / 100,00  | 2,11 |
|                         | CHEGA                          | 294    | 4,69 / 100,00   | 3,97 |
|                         | Bloco de Esquerda              | 266    | 4,24 / 100,00   | 5,86 |
|                         | Coligação Democrática Unitária | 179    | 2,86 / 100,00   | 1,72 |
|                         | Iniciativa Liberal             | 163    | 2,60 / 100,00   | 2,17 |
|                         | CDS – Partido Popular          | 70     | 1,12 / 100,00   | 1,23 |
|                         | Outros (com menos de 1,00%)    | 152    | 2,43 / 100,00   |      |
| Votos Inválidos         | Votos Inválidos                | 159    | 2,54 / 100,00   | 2,51 |
| Total                   | Total                          | 6 267  | 100,00 / 100,00 |      |
| Eleitorado/Participação | Eleitorado/Participação        | 10 813 | 57,96 / 100,00  | 3,10 |

| Freguesia         | %     | %     | %    | %    | %    | %    | %    | Votantes |
| Freguesia         | PS    | PSD   | CH   | BE   | CDU  | IL   | CDS  | Votantes |
| ----------------- | ----- | ----- | ---- | ---- | ---- | ---- | ---- | -------- |
| Freguesia         |       |       |      |      |      |      |      | Votantes |
| Lamas             | 59,60 | 26,79 | 3,57 | 1,79 | 1,79 | 1,34 | 0,67 | 448      |
| Miranda do Corvo  | 52,93 | 25,06 | 4,56 | 5,06 | 3,65 | 3,07 | 0,88 | 3 616    |
| Semide e Rio Vide | 53,68 | 26,02 | 5,37 | 3,56 | 1,63 | 2,33 | 1,69 | 1 714    |
| Vila Nova         | 59,30 | 24,74 | 4,29 | 2,86 | 2,25 | 1,23 | 1,23 | 489      |
| Miranda do Corvo  | 54,11 | 25,42 | 4,69 | 4,24 | 2,86 | 2,60 | 1,12 | 6 267    |

### Montemor-o-Velho
| Partido                 | Partido                        | Votos  | %               | +/-  |
| ----------------------- | ------------------------------ | ------ | --------------- | ---- |
|                         | Partido Socialista             | 5 940  | 47,54 / 100,00  | 5,48 |
|                         | Partido Social Democrata       | 3 140  | 25,13 / 100,00  | 1,75 |
|                         | CHEGA                          | 1 092  | 8,74 / 100,00   | 7,24 |
|                         | Bloco de Esquerda              | 639    | 5,11 / 100,00   | 6,23 |
|                         | Coligação Democrática Unitária | 405    | 3,24 / 100,00   | 2,45 |
|                         | Iniciativa Liberal             | 388    | 3,11 / 100,00   | 2,45 |
|                         | CDS – Partido Popular          | 170    | 1,36 / 100,00   | 1,46 |
|                         | Outros (com menos de 1,00%)    | 367    | 2,93 / 100,00   |      |
| Votos Inválidos         | Votos Inválidos                | 353    | 2,82 / 100,00   | 2,75 |
| Total                   | Total                          | 12 494 | 100,00 / 100,00 |      |
| Eleitorado/Participação | Eleitorado/Participação        | 21 691 | 57,60 / 100,00  | 5,28 |

| Freguesia                                | %     | %     | %     | %    | %    | %    | %    | Votantes |
| Freguesia                                | PS    | PSD   | CH    | BE   | CDU  | IL   | CDS  | Votantes |
| ---------------------------------------- | ----- | ----- | ----- | ---- | ---- | ---- | ---- | -------- |
| Freguesia                                |       |       |       |      |      |      |      | Votantes |
| Abrunheira, Verride e Vila Nova da Barca | 52,33 | 21,64 | 6,16  | 4,38 | 6,99 | 2,60 | 0,82 | 730      |
| Arazede                                  | 43,14 | 29,87 | 12,18 | 3,76 | 1,42 | 2,63 | 1,30 | 2 471    |
| Carapinheira                             | 46,95 | 26,45 | 7,88  | 4,26 | 3,78 | 2,89 | 2,81 | 1 244    |
| Ereira                                   | 61,07 | 17,60 | 6,13  | 1,87 | 2,67 | 2,67 | 1,33 | 375      |
| Liceia                                   | 50,76 | 21,86 | 11,22 | 4,56 | 3,23 | 3,04 | 1,52 | 526      |
| Meãs do Campo                            | 48,46 | 31,43 | 7,80  | 2,86 | 1,87 | 1,98 | 1,76 | 910      |
| Montemor-o-Velho e Gatões                | 43,14 | 27,54 | 8,57  | 5,66 | 4,06 | 4,91 | 0,80 | 1 750    |
| Pereira                                  | 50,03 | 17,58 | 7,69  | 9,21 | 3,34 | 4,01 | 1,07 | 1 769    |
| Santo Varão                              | 51,00 | 20,48 | 6,12  | 5,03 | 6,12 | 2,68 | 1,34 | 1 045    |
| Seixo de Gatões                          | 41,87 | 26,81 | 9,94  | 6,93 | 3,16 | 2,26 | 1,96 | 664      |
| Tentúgal                                 | 51,49 | 26,04 | 7,82  | 3,27 | 1,29 | 2,38 | 0,79 | 1 010    |
| Montemor-o-Velho                         | 47,54 | 25,13 | 8,74  | 5,11 | 3,24 | 3,11 | 1,36 | 12 494   |

### Oliveira do Hospital
| Partido                 | Partido                        | Votos  | %               | +/-  |
| ----------------------- | ------------------------------ | ------ | --------------- | ---- |
|                         | Partido Socialista             | 4 988  | 48,66 / 100,00  | 7,66 |
|                         | Partido Social Democrata       | 3 228  | 31,49 / 100,00  | 0,05 |
|                         | CHEGA                          | 568    | 5,54 / 100,00   | 4,73 |
|                         | CDS – Partido Popular          | 327    | 3,19 / 100,00   | 1,14 |
|                         | Bloco de Esquerda              | 267    | 2,60 / 100,00   | 5,40 |
|                         | Iniciativa Liberal             | 183    | 1,79 / 100,00   | 1,44 |
|                         | Coligação Democrática Unitária | 170    | 1,66 / 100,00   | 0,75 |
|                         | Outros (com menos de 1,00%)    | 227    | 2,23 / 100,00   |      |
| Votos Inválidos         | Votos Inválidos                | 292    | 2,85 / 100,00   | 3,51 |
| Total                   | Total                          | 10 250 | 100,00 / 100,00 |      |
| Eleitorado/Participação | Eleitorado/Participação        | 17 526 | 58,48 / 100,00  | 3,72 |

| Freguesia                                   | %     | %     | %    | %    | %    | %    | %    | Votantes |
| Freguesia                                   | PS    | PSD   | CH   | CDS  | BE   | IL   | CDU  | Votantes |
| ------------------------------------------- | ----- | ----- | ---- | ---- | ---- | ---- | ---- | -------- |
| Freguesia                                   |       |       |      |      |      |      |      | Votantes |
| Aldeia das Dez                              | 50,78 | 27,52 | 5,04 | 7,75 | 0,39 | 2,33 | 0,78 | 258      |
| Alvoco das Várzeas                          | 56,67 | 27,78 | 2,78 | 3,89 | 2,78 | 2,22 | 1,11 | 180      |
| Avô                                         | 51,82 | 29,93 | 6,20 | 2,92 | 1,09 | 1,82 | 1,82 | 274      |
| Bobadela                                    | 44,10 | 35,40 | 6,52 | 4,66 | 2,17 | 1,24 | 2,17 | 322      |
| Ervedal e Vila Franca da Beira              | 50,64 | 25,66 | 6,27 | 2,89 | 3,70 | 0,80 | 3,86 | 622      |
| Lagares da Beira                            | 61,23 | 24,46 | 4,01 | 1,72 | 2,15 | 1,14 | 1,72 | 699      |
| Lagos da Beira e Lajeosa                    | 54,71 | 32,52 | 4,56 | 1,67 | 1,52 | 0,91 | 0,61 | 658      |
| Lourosa                                     | 50,65 | 26,45 | 9,03 | 2,26 | 3,23 | 2,26 | 1,29 | 310      |
| Meruge                                      | 57,69 | 22,31 | 4,62 | 1,15 | 1,15 | 0,77 | 8,46 | 260      |
| Nogueira do Cravo                           | 43,29 | 33,36 | 5,40 | 5,66 | 3,75 | 1,39 | 1,74 | 1 148    |
| Oliveira do Hospital e São Paio de Gramaços | 43,35 | 35,23 | 6,39 | 3,11 | 2,89 | 2,57 | 1,48 | 3 114    |
| Penalva de Alva e São Sebastião da Feira    | 59,53 | 25,72 | 2,16 | 0,90 | 3,06 | 1,44 | 1,26 | 556      |
| Santa Ovaia e Vila Pouca da Beira           | 44,23 | 35,04 | 7,91 | 2,35 | 1,92 | 1,92 | 1,50 | 468      |
| São Gião                                    | 53,05 | 28,64 | 1,88 | 7,98 | 2,35 | 0,94 | 0,47 | 213      |
| Seixo da Beira                              | 46,13 | 33,44 | 5,57 | 2,94 | 2,48 | 1,24 | 0,62 | 646      |
| Travanca de Lagos                           | 50,77 | 31,23 | 4,79 | 2,30 | 1,92 | 2,49 | 0,57 | 522      |
| Oliveira do Hospital                        | 48,66 | 31,49 | 5,54 | 3,19 | 2,60 | 1,79 | 1,66 | 10 250   |

### Pampilhosa da Serra
| Partido                 | Partido                        | Votos | %               | +/-  |
| ----------------------- | ------------------------------ | ----- | --------------- | ---- |
|                         | Partido Socialista             | 1 005 | 51,07 / 100,00  | 6,86 |
|                         | Partido Social Democrata       | 667   | 33,89 / 100,00  | 0,77 |
|                         | CHEGA                          | 81    | 4,12 / 100,00   | 3,40 |
|                         | CDS – Partido Popular          | 59    | 3,00 / 100,00   | 0,37 |
|                         | Bloco de Esquerda              | 39    | 1,98 / 100,00   | 4,06 |
|                         | Coligação Democrática Unitária | 26    | 1,32 / 100,00   | 1,99 |
|                         | Iniciativa Liberal             | 23    | 1,17 / 100,00   | 0,86 |
|                         | Outros (com menos de 1,00%)    | 25    | 1,27 / 100,00   |      |
| Votos Inválidos         | Votos Inválidos                | 43    | 2,19 / 100,00   | 2,00 |
| Total                   | Total                          | 1 968 | 100,00 / 100,00 |      |
| Eleitorado/Participação | Eleitorado/Participação        | 3 434 | 57,31 / 100,00  | 3,89 |

| Freguesia                | %     | %     | %    | %    | %    | %    | %    | Votantes |
| Freguesia                | PS    | PSD   | CH   | CDS  | BE   | CDU  | IL   | Votantes |
| ------------------------ | ----- | ----- | ---- | ---- | ---- | ---- | ---- | -------- |
| Freguesia                |       |       |      |      |      |      |      | Votantes |
| Cabril                   | 53,91 | 31,30 | 2,61 | 3,48 | 3,48 | 0,87 | 0    | 115      |
| Dornelas do Zêzere       | 58,26 | 24,38 | 5,79 | 4,55 | 2,07 | 0,41 | 1,65 | 242      |
| Fajão - Vidual           | 45,81 | 40,65 | 3,87 | 2,58 | 3,23 | 1,29 | 1,29 | 155      |
| Janeiro de Baixo         | 54,82 | 36,88 | 2,99 | 2,33 | 1,66 | 0    | 0,33 | 301      |
| Pampilhosa da Serra      | 51,97 | 32,12 | 5,00 | 1,67 | 2,12 | 1,67 | 1,67 | 660      |
| Pessegueiro              | 45,98 | 43,68 | 0    | 0    | 2,30 | 1,15 | 1,15 | 87       |
| Portela do Fojo - Machio | 40,82 | 42,86 | 4,08 | 1,53 | 1,02 | 3,57 | 0    | 196      |
| Unhais-o-Velho           | 48,58 | 30,19 | 3,77 | 8,96 | 0,94 | 1,42 | 1,89 | 212      |
| Pampilhosa da Serra      | 51,07 | 33,89 | 4,12 | 3,00 | 1,98 | 1,32 | 1,17 | 1 968    |

### Penacova
| Partido                 | Partido                        | Votos  | %               | +/-  |
| ----------------------- | ------------------------------ | ------ | --------------- | ---- |
|                         | Partido Socialista             | 3 439  | 47,35 / 100,00  | 4,47 |
|                         | Partido Social Democrata       | 2 463  | 33,91 / 100,00  | 1,77 |
|                         | CHEGA                          | 376    | 5,18 / 100,00   | 4,54 |
|                         | Coligação Democrática Unitária | 215    | 2,96 / 100,00   | 1,69 |
|                         | Bloco de Esquerda              | 184    | 2,53 / 100,00   | 3,88 |
|                         | Iniciativa Liberal             | 157    | 2,16 / 100,00   | 1,72 |
|                         | CDS – Partido Popular          | 92     | 1,27 / 100,00   | 1,63 |
|                         | Outros (com menos de 1,00%)    | 177    | 2,44 / 100,00   |      |
| Votos Inválidos         | Votos Inválidos                | 160    | 2,21 / 100,00   | 3,01 |
| Total                   | Total                          | 7 263  | 100,00 / 100,00 |      |
| Eleitorado/Participação | Eleitorado/Participação        | 13 288 | 54,66 / 100,00  | 3,31 |

| Freguesia                                 | %     | %     | %    | %    | %    | %    | %    | Votantes |
| Freguesia                                 | PS    | PSD   | CH   | CDU  | BE   | IL   | CDS  | Votantes |
| ----------------------------------------- | ----- | ----- | ---- | ---- | ---- | ---- | ---- | -------- |
| Freguesia                                 |       |       |      |      |      |      |      | Votantes |
| Carvalho                                  | 44,69 | 42,77 | 5,79 | 0,64 | 0,64 | 1,29 | 0    | 311      |
| Figueira de Lorvão                        | 49,78 | 34,00 | 4,07 | 1,56 | 2,07 | 3,26 | 1,33 | 1 350    |
| Friúmes e Paradela                        | 45,81 | 35,24 | 9,03 | 0,22 | 1,76 | 1,10 | 1,32 | 454      |
| Lorvão                                    | 47,39 | 30,13 | 5,40 | 5,06 | 2,36 | 2,53 | 1,24 | 1 779    |
| Oliveira do Mondego e Travanca do Mondego | 46,05 | 28,85 | 7,11 | 5,73 | 3,36 | 2,37 | 1,38 | 506      |
| Penacova                                  | 51,29 | 30,68 | 4,24 | 3,05 | 3,51 | 2,25 | 1,06 | 1 509    |
| São Pedro de Alva e São Paio do Mondego   | 40,06 | 43,84 | 4,64 | 2,16 | 2,27 | 1,19 | 1,62 | 926      |
| Sazes do Lorvão                           | 46,50 | 37,38 | 5,37 | 1,40 | 3,04 | 1,40 | 0,93 | 428      |
| Penacova                                  | 47,35 | 33,91 | 5,18 | 2,96 | 2,53 | 2,16 | 1,27 | 7 263    |

### Penela
| Partido                 | Partido                        | Votos | %               | +/-   |
| ----------------------- | ------------------------------ | ----- | --------------- | ----- |
|                         | Partido Socialista             | 1 305 | 49,19 / 100,00  | 10,66 |
|                         | Partido Social Democrata       | 821   | 30,95 / 100,00  | 1,80  |
|                         | CHEGA                          | 149   | 5,62 / 100,00   | 4,61  |
|                         | Bloco de Esquerda              | 92    | 3,47 / 100,00   | 4,80  |
|                         | Iniciativa Liberal             | 72    | 2,71 / 100,00   | 1,93  |
|                         | CDS – Partido Popular          | 40    | 1,51 / 100,00   | 1,71  |
|                         | Coligação Democrática Unitária | 37    | 1,39 / 100,00   | 1,37  |
|                         | Pessoas–Animais–Natureza       | 30    | 1,13 / 100,00   | 0,93  |
|                         | Outros (com menos de 1,00%)    | 40    | 1,51 / 100,00   |       |
| Votos Inválidos         | Votos Inválidos                | 67    | 2,53 / 100,00   | 3,64  |
| Total                   | Total                          | 2 653 | 100,00 / 100,00 |       |
| Eleitorado/Participação | Eleitorado/Participação        | 4 726 | 56,14 / 100,00  | 2,80  |

| Freguesia                           | %     | %     | %    | %    | %    | %    | %    | %    | Votantes |
| Freguesia                           | PS    | PSD   | CH   | BE   | IL   | CDS  | CDU  | PAN  | Votantes |
| ----------------------------------- | ----- | ----- | ---- | ---- | ---- | ---- | ---- | ---- | -------- |
| Freguesia                           |       |       |      |      |      |      |      |      | Votantes |
| Cumeeira                            | 46,77 | 34,27 | 6,25 | 2,82 | 2,82 | 0,40 | 0,40 | 1,01 | 496      |
| Espinhal                            | 54,25 | 33,15 | 3,84 | 1,37 | 1,92 | 0,82 | 0,82 | 1,10 | 365      |
| Podentes                            | 46,88 | 26,56 | 8,20 | 5,47 | 4,30 | 1,95 | 1,17 | 1,17 | 256      |
| São Miguel, Santa Eufémia e Rabaçal | 49,15 | 30,08 | 5,40 | 3,84 | 2,60 | 2,08 | 1,76 | 1,17 | 1 536    |
| Penela                              | 49,19 | 30,95 | 5,62 | 3,47 | 2,71 | 1,51 | 1,39 | 1,13 | 2 653    |

### Soure
| Partido                 | Partido                        | Votos  | %               | +/-  |
| ----------------------- | ------------------------------ | ------ | --------------- | ---- |
|                         | Partido Socialista             | 4 576  | 50,54 / 100,00  | 3,21 |
|                         | Partido Social Democrata       | 2 163  | 23,89 / 100,00  | 4,53 |
|                         | CHEGA                          | 667    | 7,37 / 100,00   | 6,10 |
|                         | Bloco de Esquerda              | 437    | 4,83 / 100,00   | 6,37 |
|                         | Coligação Democrática Unitária | 302    | 3,34 / 100,00   | 2,19 |
|                         | Iniciativa Liberal             | 252    | 2,78 / 100,00   | 2,29 |
|                         | CDS – Partido Popular          | 114    | 1,26 / 100,00   | 1,20 |
|                         | Outros (com menos de 1,00%)    | 273    | 3,01 / 100,00   |      |
| Votos Inválidos         | Votos Inválidos                | 270    | 2,98 / 100,00   | 2,77 |
| Total                   | Total                          | 9 054  | 100,00 / 100,00 |      |
| Eleitorado/Participação | Eleitorado/Participação        | 16 132 | 56,12 / 100,00  | 2,89 |

| Freguesia              | %     | %     | %    | %    | %    | %    | %    | Votantes |
| Freguesia              | PS    | PSD   | CH   | BE   | CDU  | IL   | CDS  | Votantes |
| ---------------------- | ----- | ----- | ---- | ---- | ---- | ---- | ---- | -------- |
| Freguesia              |       |       |      |      |      |      |      | Votantes |
| Alfarelos              | 50,81 | 17,77 | 5,73 | 7,64 | 8,66 | 1,91 | 0,44 | 681      |
| Degracias e Pombalinho | 46,22 | 35,33 | 5,80 | 3,16 | 0,53 | 1,23 | 2,81 | 569      |
| Figueiró do Campo      | 54,67 | 18,82 | 7,17 | 5,12 | 5,12 | 1,79 | 1,79 | 781      |
| Gesteira e Brunhós     | 54,21 | 23,48 | 6,65 | 3,91 | 2,15 | 1,96 | 0,59 | 511      |
| Granja do Ulmeiro      | 51,58 | 17,76 | 8,03 | 6,56 | 4,86 | 3,96 | 0,90 | 884      |
| Samuel                 | 53,23 | 23,38 | 5,31 | 5,64 | 2,99 | 1,33 | 1,49 | 603      |
| Soure                  | 50,05 | 24,16 | 8,50 | 4,33 | 2,71 | 3,36 | 1,16 | 3 692    |
| Tapéus                 | 41,62 | 34,68 | 6,94 | 4,62 | 0    | 2,89 | 1,16 | 173      |
| Vila Nova de Anços     | 52,75 | 26,47 | 4,51 | 3,73 | 4,71 | 2,16 | 0,98 | 510      |
| Vinha da Rainha        | 45,69 | 29,08 | 8,15 | 4,31 | 0,62 | 3,85 | 1,69 | 650      |
| Soure                  | 50,54 | 23,89 | 7,37 | 4,83 | 3,34 | 2,78 | 1,26 | 9 054    |

### Tábua
| Partido                 | Partido                        | Votos  | %               | +/-  |
| ----------------------- | ------------------------------ | ------ | --------------- | ---- |
|                         | Partido Socialista             | 2 661  | 47,55 / 100,00  | 6,08 |
|                         | Partido Social Democrata       | 1 864  | 33,31 / 100,00  | 2,52 |
|                         | CHEGA                          | 276    | 4,93 / 100,00   | 4,54 |
|                         | Bloco de Esquerda              | 146    | 2,61 / 100,00   | 5,01 |
|                         | Iniciativa Liberal             | 135    | 2,41 / 100,00   | 2,19 |
|                         | CDS – Partido Popular          | 111    | 1,98 / 100,00   | 2,00 |
|                         | Coligação Democrática Unitária | 104    | 1,86 / 100,00   | 2,34 |
|                         | Pessoas–Animais–Natureza       | 57     | 1,02 / 100,00   | 1,02 |
|                         | Outros (com menos de 1,00%)    | 86     | 1,55 / 100,00   |      |
| Votos Inválidos         | Votos Inválidos                | 156    | 2,79 / 100,00   | 3,04 |
| Total                   | Total                          | 5 596  | 100,00 / 100,00 |      |
| Eleitorado/Participação | Eleitorado/Participação        | 10 121 | 55,29 / 100,00  | 2,15 |

| Freguesia                         | %     | %     | %    | %    | %    | %    | %    | %    | Votantes |
| Freguesia                         | PS    | PSD   | CH   | BE   | IL   | CDS  | CDU  | PAN  | Votantes |
| --------------------------------- | ----- | ----- | ---- | ---- | ---- | ---- | ---- | ---- | -------- |
| Freguesia                         |       |       |      |      |      |      |      |      | Votantes |
| Ázere e Covelo                    | 46,10 | 35,26 | 5,04 | 1,26 | 2,77 | 1,26 | 4,03 | 0,50 | 397      |
| Candosa                           | 56,89 | 33,83 | 1,80 | 0,60 | 2,10 | 0,60 | 0,90 | 1,50 | 334      |
| Carapinha                         | 41,84 | 36,22 | 4,59 | 0,51 | 3,57 | 3,06 | 2,04 | 0,51 | 196      |
| Covas e Vila Nova de Oliveirinha  | 49,66 | 31,82 | 5,89 | 2,69 | 0,84 | 2,69 | 1,18 | 0,84 | 594      |
| Espariz e Sinde                   | 57,63 | 30,52 | 3,21 | 1,61 | 1,20 | 1,20 | 0,80 | 0,20 | 498      |
| Midões                            | 46,79 | 34,57 | 5,06 | 1,98 | 2,72 | 2,10 | 2,35 | 0,86 | 810      |
| Mouronho                          | 39,06 | 38,28 | 7,55 | 1,30 | 2,60 | 2,34 | 1,04 | 1,56 | 384      |
| Pinheiro de Coja e Meda de Mouros | 47,33 | 31,69 | 4,53 | 3,29 | 2,06 | 2,88 | 2,88 | 0,82 | 243      |
| Póvoa de Midões                   | 51,76 | 34,51 | 4,23 | 1,76 | 1,06 | 1,76 | 1,41 | 0    | 284      |
| São João da Boa Vista             | 63,72 | 20,00 | 3,72 | 3,26 | 1,40 | 1,40 | 1,40 | 1,40 | 215      |
| Tábua                             | 42,41 | 33,76 | 5,42 | 4,45 | 3,41 | 2,13 | 2,01 | 1,52 | 1 641    |
| Tábua                             | 47,55 | 33,31 | 4,93 | 2,61 | 2,41 | 1,98 | 1,86 | 1,02 | 5 596    |

### Vila Nova de Poiares
| Partido                 | Partido                        | Votos | %               | +/-  |
| ----------------------- | ------------------------------ | ----- | --------------- | ---- |
|                         | Partido Socialista             | 1 284 | 41,38 / 100,00  | 4,69 |
|                         | Partido Social Democrata       | 1 031 | 33,23 / 100,00  | 1,31 |
|                         | CHEGA                          | 249   | 8,02 / 100,00   | 7,15 |
|                         | Bloco de Esquerda              | 138   | 4,45 / 100,00   | 3,86 |
|                         | Coligação Democrática Unitária | 84    | 2,71 / 100,00   | 0,93 |
|                         | Iniciativa Liberal             | 80    | 2,58 / 100,00   | 2,21 |
|                         | Pessoas–Animais–Natureza       | 37    | 1,19 / 100,00   | 1,71 |
|                         | CDS – Partido Popular          | 31    | 1,00 / 100,00   | 3,91 |
|                         | Outros (com menos de 1,00%)    | 66    | 2,13 / 100,00   |      |
| Votos Inválidos         | Votos Inválidos                | 103   | 3,32 / 100,00   | 3,29 |
| Total                   | Total                          | 3 103 | 100,00 / 100,00 |      |
| Eleitorado/Participação | Eleitorado/Participação        | 6 197 | 50,07 / 100,00  | 1,58 |

| Freguesia             | %     | %     | %     | %    | %    | %    | %    | %    | Votantes |
| Freguesia             | PS    | PSD   | CH    | BE   | CDU  | IL   | PAN  | CDS  | Votantes |
| --------------------- | ----- | ----- | ----- | ---- | ---- | ---- | ---- | ---- | -------- |
| Freguesia             |       |       |       |      |      |      |      |      | Votantes |
| Arrifana              | 40,39 | 34,70 | 10,32 | 2,67 | 2,49 | 1,78 | 1,42 | 0,89 | 562      |
| Lavegadas             | 50,00 | 28,57 | 4,46  | 6,25 | 2,68 | 2,68 | 0    | 0,89 | 112      |
| Poiares (Santo André) | 38,72 | 34,36 | 7,94  | 5,02 | 2,81 | 2,92 | 1,27 | 1,16 | 1 813    |
| São Miguel de Poiares | 48,54 | 29,38 | 6,82  | 4,06 | 2,60 | 2,27 | 0,97 | 0,65 | 616      |
| Vila Nova de Poiares  | 41,38 | 33,23 | 8,02  | 4,45 | 2,71 | 2,58 | 1,19 | 1,00 | 3 103    |

## Lista de Deputados Eleitos
A lista apresentada é conforme a aplicação do Método D'Hondt:
| N.º | Nome                                          | Partido | Partido                  | Quociente  |
| --- | --------------------------------------------- | ------- | ------------------------ | ---------- |
| 1   | Marta Temido                                  |         | Partido Socialista       | 97310      |
| 2   | Mónica Quintela                               |         | Partido Social Democrata | 62668      |
| 3   | Pedro Artur Barreirinhas Sales Guedes Coimbra |         | Partido Socialista       | 48655      |
| 4   | Tiago Estevão Martins                         |         | Partido Socialista       | 32436,6667 |
| 5   | Maria de Fátima Simões Ramos do Vale Ferreira |         | Partido Social Democrata | 31334      |
| 6   | Raquel de Fátima Cardoso Ferreira             |         | Partido Socialista       | 24327,5    |
| 7   | João Paulo Lima Barbosa de Melo               |         | Partido Social Democrata | 20889,3333 |
| 8   | José Carlos Alexandrino Mendes                |         | Partido Socialista       | 19462      |
| 9   | Ricardo Manuel Garrido Lino                   |         | Partido Socialista       | 16218,333  |